# Ischnocnema sanctaecrucis
Ischnocnema sanctaecrucis é uma espécie de anfíbio  da família Brachycephalidae.
É endémica da Bolívia.
Os seus habitats naturais são: regiões subtropicais ou tropicais húmidas de alta altitude, jardins rurais e florestas secundárias altamente degradadas.